# Нуратау
Нурата́у (Нурати́нский хребе́т) — гірський хребет в Узбекистані, продовження хребта Мальгузар — північно-західного відрогу  Туркестанського хребта Гісаро-Алаю. На сході відділяється від хребта Мальгузар глибокою ущелиною Тамерланові Ворота. З півдня обмежує пустелю Кизилкум.
Протяжність хребта становить 170 км. Найвища — гора Заргар (2165 м).
Хребет складається переважно з пісковиків, вапняків та вулканічних порід. Гребінь плоский; північний схил крутий та скелястий; південний — пологий, розділений долинами мілких річок. На гребені — гірські степи, на схилах — кущово-степовий ландшафт. В долинах південного схилу — оази з садами, городами, ділянками поливних полів.